# Korytná
Korytná är en ort i Tjeckien.   Den ligger i distriktet Okres Uherské Hradiště och regionen Zlín, i den östra delen av landet, 270 km sydost om huvudstaden Prag. Korytná ligger 338 meter över havet och antalet invånare är 963.
Terrängen runt Korytná är kuperad åt sydost, men åt nordväst är den platt. Runt Korytná är det ganska tätbefolkat, med 60 invånare per kvadratkilometer. Närmaste större samhälle är Uherský Brod, 9,4 km norr om Korytná. I omgivningarna runt Korytná växer i huvudsak blandskog.